# Space Pioneers
Space Pioneers era un videogioco per browser gratuito (ma fornito di un servizio premium a pagamento) di tipo strategico, ambientato nello spazio.
Ha cessato tutte le attività nel 2023.
Ogni server di gioco comprendeva migliaia di giocatori divisi in Alleanze che si contendevano il dominio dell'intera galassia.
Space Pioneers era stato ideato da alcuni giocatori di altri browser games simili, che avevano tentato di creare un'esperienza di gioco più complessa e completa, senza trascurare fattori importanti come il divertimento, la longevità ed un sistema di gioco semplice ed intuitivo.
Nato in Germania, come il suo maggior concorrente, nel giro di pochi mesi il gioco si era espanso e erano nati i server polacchi, italiani, francesi ed inglesi.

## Modalità di gioco

### Introduzione
L'obiettivo del gioco, come in ogni buon strategico, era portare ai massimi livelli il proprio impero e conquistare il dominio di ogni cosa nella Galassia. Ciò era fattibile attaccando gli altri giocatori e sviluppando il proprio potenziale bellico insieme alle proprie colonie.
Space Pioneers, per tutti, iniziava con un campo di addestramento, definito "bootcamp", che aveva come obbiettivo aiutare i neofiti inserendoli in una galassia ampia e non eccessivamente pericolosa, dando così al giocatore il tempo di imparare le funzioni principali di gioco e di crearsi una strategia iniziale.
Il giocatore veniva subito fornito di un pianeta madre e di poche essenziali risorse.
Le tre materie che il giocatore poteva estrarre erano il Metallo, il Cristallo ed il Trizio.
I primi due erano particolarmente importanti per costruire risorse, mentre il terzo era il carburante per la futura flotta, nonché risorsa essenziale per molte ricerche tecnologiche, sia evolutive in genere, sia di interesse bellico.
Dopo questa fase iniziale, il giocatore poteva spostarsi in una delle esistenti galassie ottenendo in alcuni casi dei piccoli bonus, che lo aiutavano ad adeguarsi il più in fretta possibile al livello medio del server.
Come detto, quindi, usufruendo dei minerali prodotti, i giocatori potevano costruire infrastrutture sui propri pianeti, o incrementare l'efficienza di quelle già esistenti; in tal modo il giocatore poteva progredire e costruire nuove astronavi e difese o, se necessario, incrementare il proprio livello tecnologico.

### Principali funzioni del gioco
Mercanti o Guerrieri?
A differenza di alcuni browser games simili, Space Pioneers permetteva di effettuare una scelta ben definita nello stile di gioco, anche se questa non comportava un metodo di gioco rigido, ma semplicemente agevolato.
La scelta avveniva ai bassi livelli e si presentava come una specializzazione della propria "carriera" di giocatore:
- La carriera del "Mercante", che agevolava notevolmente la produzione di infrastrutture e quindi le risorse di cui aveva bisogno, grazie soprattutto alla possibilità di colonizzare ben dodici pianeti anziché nove. Inoltre i mercanti potevano vendere le risorse per mezzo di un sistema di commercio integrato nel gioco che permetteva di commerciare anche quando non si era online.
- La carriera del "Guerriero", che permetteva al giocatore che la padroneggiava grandi bonus in battaglia, il più importante dei quali la capacità di viaggiare da un estremo all'altro della Galassia in tempi e consumi molto ridotti.

Le alleanze
In Space Pioneers era possibile fondare od entrare a far parte di un'alleanza.
Ogni giocatore quindi, poteva trovare un gruppo di persone con lo scopo di semplificare il suo gioco e di conseguenza anche quello di altri, per esempio difendersi l'un l'altro o scambiarsi risorse.
In aggiunta, ogni alleanza, poteva avere tre alleanze "affiliate", che potevano essere usate, ad esempio, per suddividere i giocatori in veterani e novizi, o per qualsiasi altra funzione un fondatore potesse ritenerle necessarie.
Spesso era creata un'alleanza affiliata se il numero di giocatori era elevato, in modo da poter meglio organizzare le attività di gruppo.
Altra funzione fra le alleanze era la possibilità, tramite appositi comandi, di stipulare tre tipi di patti fra alleanze: il patto di neutralità, il patto di non aggressione e la dichiarazione di guerra.
Questo aiutava per molti aspetti i giocatori, evidenziando nella mappa della galassia i nomi di giocatori nemici in rosso e di alleati in verde, per esempio.
Global Login
Il Global Login era forse la più originale delle innovazioni presenti in Space Pioneers.
Il giocatore, all'atto dell'iscrizione, creava un account valido per poter giocare in ogni singola Galassia, evitando così di dover gestire più usernames e passwords del necessario ed agevolando molti servizi, come il forum della comunità ed il servizio premium.
Il gioco infatti era suddiviso in galassie, entro le quali un giocatore poteva gestire uno ed un solo account di gioco.
Nota: Ogni Galassia poteva ospitare un numero limite di 5000 giocatori, ed aveva a disposizione quasi 160.000 pianeti.

## Le skin
Il gioco era fornito di ben tre skin base, di colori differenti per tutti i gusti e le esigenze di contrasto.
Tramite tool integrato nel sito, era inoltre possibile creare nuove skin senza il bisogno di cercare un host esterno o di doverle caricare direttamente dal proprio PC.